# 15094 Полімела
15094 Полімела — примітивний троян Юпітера-«грек», приблизно 21 кілометрів (13 миль) у діаметрі. Це ціль місії «Люсі» з низьким прольотом, що був запланований на вересень 2027 року. Він був відкритий 17 листопада 1999 року астрономами з Catalina Sky Survey в обсерваторії Маунт-Леммон, штат Аризона, США. Астероїд типу P має період обертання 5,9 годин і дуже витягнуту форму.. Він був названий на честь Полімели з грецької міфології, дружини Меноеція та матері Патрокла. У 2022 році повідомлялося про астероїд-супутник діаметром приблизно 5 кілометрів.

## Орбіта та класифікація
Полімела — троянський астероїд Юпітера, що обертається в провідному грецькому таборі в точці Лагранжа L4 Юпітера, на 60° попереду орбіти газового гіганта (див. Троянці в астрономії). Він обертається навколо Сонця на відстані 4,7–5,7 АО раз на 11 років і 9 місяців (4289 днів; велика напіввісь 5,17 АО). Її орбіта має ексцентриситет 0,09 і нахил відносно екліптики 13°. Спостереження за астероїдом розпочалося за 48 років до його офіційного відкриття на Маунт-Леммоні з попереднім дослідженням, зробленим в обсерваторії Паломар у 1951 році та опублікованим Digitized Sky Survey пізніше.

## Найменування
Ця мала планета названа на честь Полімели, дочки Пелея з давньогрецької міфології. За словами латинського автора Гая Юлія Гігіна (приблизно 64 р. до н. е. — 17 р. н. е.), вона є дружиною аргонавта Меноеція та матір'ю Патрокла, що брав участь у Троянській війні. Полімела також відома як "Філомела"; ця назва раніше використовувалася для астероїда 196 Філомела. Схвалену цитату про найменування було опубліковано Центром малих планет 22 лютого 2016 року (M.P.C. 98711).

## Мета місіїЛюсі
Планується, що Polymele відвідає космічний корабель Lucy, який стартував у 2021 році. Проліт запланований на 15 вересня 2027 року, і він наблизиться до астероїда на відстань 415 км (258 миль) з відносною швидкістю 6 км/с (13 000 миль/год).

## Фізичні характеристики
Дослідники місії Люсі охарактеризували Полімелу як примітивний астероїд типу P. Астероїди типу P відомі своїм низьким альбедо. Він має індекс кольору V–I 0,799, що нижче, ніж у більшості великих троянських програм Юпітера.

### Діаметр та альбедо
Згідно з дослідженням проведеним місією NEOWISE дослідника NASA Wide-field Infrared Survey Explorer, Polymele має діаметр 21,075 кілометрів, а його поверхня має альбедо 0.091, тоді як у 2018 році Марк Буї опублікував альбедо 0,073 і абсолютна зоряна величина 11,691 в S- та/або R-діапазоні. Collaborative Asteroid Lightcurve Link припускає, що стандартне альбедо для вуглецевого астероїда становить 0,057, і розраховує більший діаметр 26,64 кілометрів на основі абсолютної зоряної величини 11,6. 27 березня 2022 року кілька астрономів спостерігали затемнення зірки Полімелою, яке показало, що вона має дуже витягнуту форму з прогнозованими розмірами 26.2 км × 12.8 км (16,3 миль × 8.0 миль).

### Криві світла
У березні 2016 року за допомогою фотометричних спостережень Марком Буї та коледжами було отримано обертальну криву світла Полімели. Аналіз кривої світла показав період обертання 5.8607±0.0005 години з малою амплітудою яскравості 0.09±0.03 зоряної величини (U=2-), що вказує на те, що тіло розглядається з полюса. Раніше команда місії Lucy опублікувала швидкість обертання 6.1 і 4 години відповідно.

### Супутник

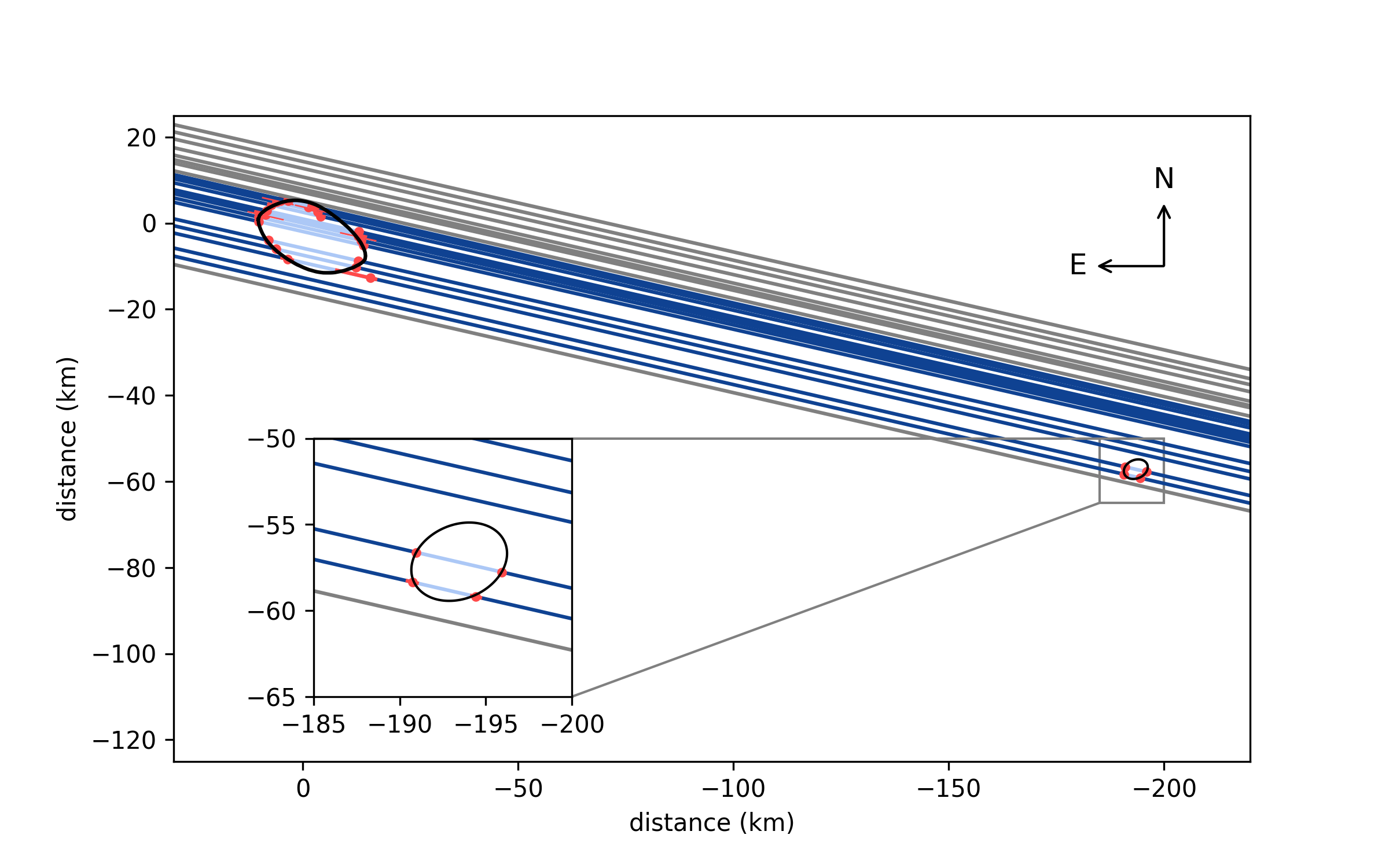
Відкриття супутника Polymele під час окультації 26 березня 2022 року

Після спостереження за затемненням, яке відбулось 26 березня 2022 року, команда місії Люсі повідомила про відкриття супутника навколо Полімели. Супутник є меншим астероїдом приблизно 5-6 кілометрів (3,1 — 3,7 миль) в діаметрі, що обертається майже в екваторіальній площині Полімели на відстані 204 км (127 миль). Йому не буде присвоєно офіційну назву, доки подальші спостереження не визначать його орбіту. Команда Люсі називає компаньйона тимчасовим неофіційним іменем «Шон» на честь анімаційної вівці Aardman Animations.

## Додаткові джерела
- База даних кривих світла астероїдів (LCDB), форма запиту (інформація Archived)
- Словник назв малих планет, Google books
- Обставини відкриття: пронумеровані малі планети (15001)-(20000) — Центр малих планет
- База даних малих космічних тіл JPL: 15094 Полімела (англ.) .